# NetHack
NetHack é um jogo de computador do gênero RPG e Roguelike, originalmente desenvolvido para rodar em modo texto. É um dos jogos de computador mais antigos que ainda continuam sendo desenvolvidos. Foi criado em 1987, sendo uma evolução do jogo Hack de 1985, e sendo desenvolvido até hoje. Hoje é um software livre, e conta com diversas versões gráficas.

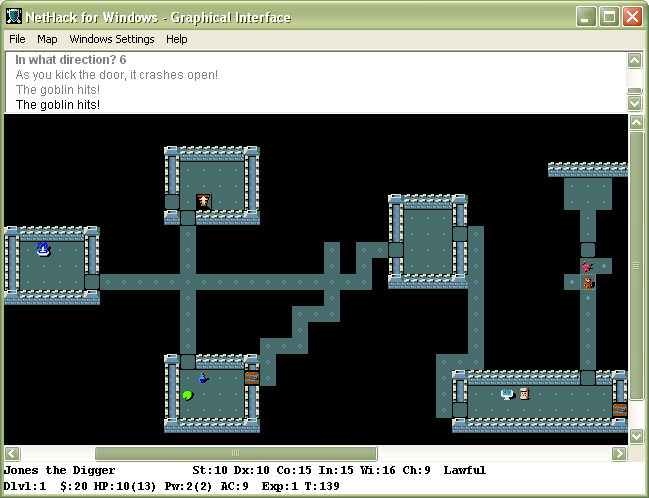
Tela do NetHack para Windows. O herói pode ser visto no lado direito em combate.

O objetivo do jogo é explorar cavernas (geradas aleatoriamente), lutar contra monstros, e encontrar o "Amuleto de Yendor". As cavernas possuem cerca de 50 níveis (andares) que seguem para baixo; supostamente o jogador deve encontrar o Amuleto de Yendor, fortemente guardado, no último nível. Além dos monstros, o jogo contém diversos itens que ajudam (ou atrapalham) o personagem na trama.
O termo net é devido ao seu desenvolvimento ter sido coordenado através da Internet. O termo hack se refere a um gênero de rpg conhecido como hack and slash por causa de seu foco no combate. O jogador controla um personagem que explora as masmorras em busca do Amuleto de Yendor.

## História e desenvolvimento
NetHack é um software de código aberto e é um dos jogos mais antigos para computador ainda em desenvolvimento, com novos recursos e correção de bugs adicionados por um amplo porém seleto grupo de voluntários, comunmente chamados de DevTeam. O DevTeam raramente discute versões em desenvolvimento em público, e publica novas versões sem prévio aviso. Entretanto, eles mantêm uma lista de bugs conhecidos. Como NetHack é de código aberto, terceiros podem publicar atualizações e versões além das oficiais.

## Jogabilidade
Antes de começar um jogo, o jogador deve fornecer o nome de seu personagem e então selecionar uma raça, classe, sexo, e tendência, ou deixar para o jogo escolhê-los aleatoriamente. Há classes tradicionais do rpg como cavaleiro, bárbaro, mago, ladino, valquíria, monge, e samurai, e também outras mais inusitadas, incluindo arqueólogo, turista, e homem das cavernas. A classe e tendência do personagem do jogador determinam a qual divindade o personagem serve no jogo e "como outros monstros reagem a você".
Após o personagem do jogador ser criado, o objetivo principal é apresentado. Para vencer o jogo, o jogador deve recuperar o Amuleto de Yendor, encontrado no último nível da masmorra, e sacrificá-lo à sua divindade. A realização dessa tarefa recompensa o jogador com o dom da imortalidade, e o jogador "ascende", alcançando o status de semideus. Além disso, outras missões devem ser completadas, incluindo uma missão específica de cada classe.
O personagem do jogador é habitualmente acompanhado por um animal de estimação, geralmente um gato ou cão, embora cavaleiros comecem com um pônei.
A maioria dos outros monstros podem ser domados usando magia ou comida.

### Origem dos objetos da masmorra "Dungeons of Doom"
- A masmorra "Dungeons of Doom" tem muitos objetos perdidos (ex. armas, ferramentas, comida ou artefatos) no chão, isso porque os muitos personagens do jogo referidos no "Guidebook" oficial do jogo e que foram na masmorra morreram no meio do caminho sem conseguir o Amuleto de Yendor e os outros que sobreviveram foram parar no Plano Astral e ficaram presos lá (porque não tinham o Amuleto de Yendor verdadeiro para conseguir sair) e deixaram os objetos deles na masmorra depois de morrer de e os novos aventureiros pegam esses objetos para poder sobreviver esse lugar.

### Níveis da masmorra
A masmorra de NetHack gera aproximadamente 50 níveis, dos quais a maioria é gerada aleatoriamente ao primeiro contato com o jogador. Um nível típico contém um caminho para cima e outro para baixo (que podem ser escadas, armadilhas, etc.), juntamente com diversas "salas", unidas por corredores, que podem conter recursos como altares, lojas, fontes, armadilhas e até pias. Alguns níveis especiais tem o design fixo em todas as partidas. Há ramais, incluindo um Sokoban e a torre de Vlad.

### Itens e Ferramentas

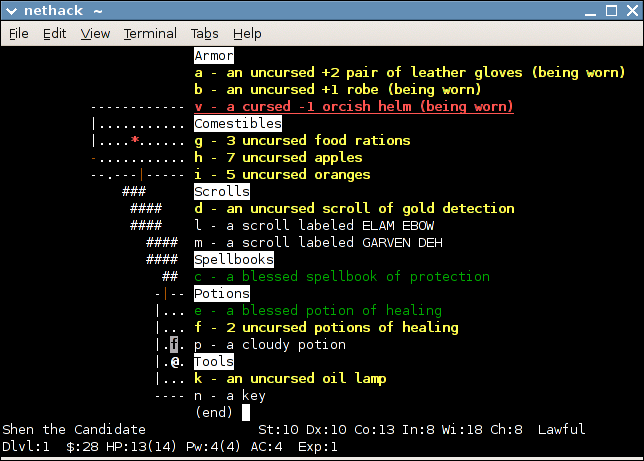
O inventário de um jogador, como mostrado após a instalação do patch "menucolors".

NetHack possui uma variedade de itens: armas (podendo ser de tiro ou de contato), armadura para proteger o jogador; pergaminhos e livros de magia; poções para beber; e uma variedade de ferramentas como chaves e lâmpadas.
Um aspecto importante da jogabilidade de NetHack' é a identificação de itens. Por exemplo, uma poção recém-descoberta pode ser chamada de 'pink potion' sem pista alguma sobre sua verdadeira função. Os jogadores podem lançar mão de uma série de medidas e truques para apurar, ou pelo menos deduzir, deduzir a identidade da poção. A tática mais óbvia e talvez a mais arriscada é simplesmente bebê-la.
Diferentemente de outros roguelikes, todos os itens de um certo tipo terão a mesma descrição; por exemplo, todos os pergaminhos de encantar arma podem ser rotulados 'TEMOV', e uma vez que um for identificado, todos os pergaminhos de encantar arma serão rotulados como tal. Ao começar uma nova partida as descrições dos itens serão embaralhadas novamente, portanto o 'silver ring' que é o anel de levitação em um jogo pode ser o anel da fome em outro.

### Bênçãos e maldições
Como em muitos outros jogos no baseados no Rogue, todos os itens em NetHack são "blessed", "uncursed", or "cursed". A maior parte dos itens são encontrados 'uncursed', mas o status "BUC" (Blessed/Uncursed/Cursed) de um item é desconhecido até que haja sua identificação ou detecção por outros meios.
Geralmente, um item 'blessed' será mais poderoso que um 'uncursed', e um 'cursed' será menos poderoso. No tocante a objetos que aplicam efeitos ao jogador, uma maldição irá geralmente fazer o efeito (mais) danoso. Há exceções, no entanto, que são habitualmente muito específicas (por exemplo, a poção amaldiçoada de subir de nível irá fazer o jogador passar pelo teto para o nível superior).

### Morte do personagem
Como roguelikes em geral, NetHack possui morte definitiva: personagens finados não podem ser revividos sem terem feito um backup dos arquivos de 'save'.

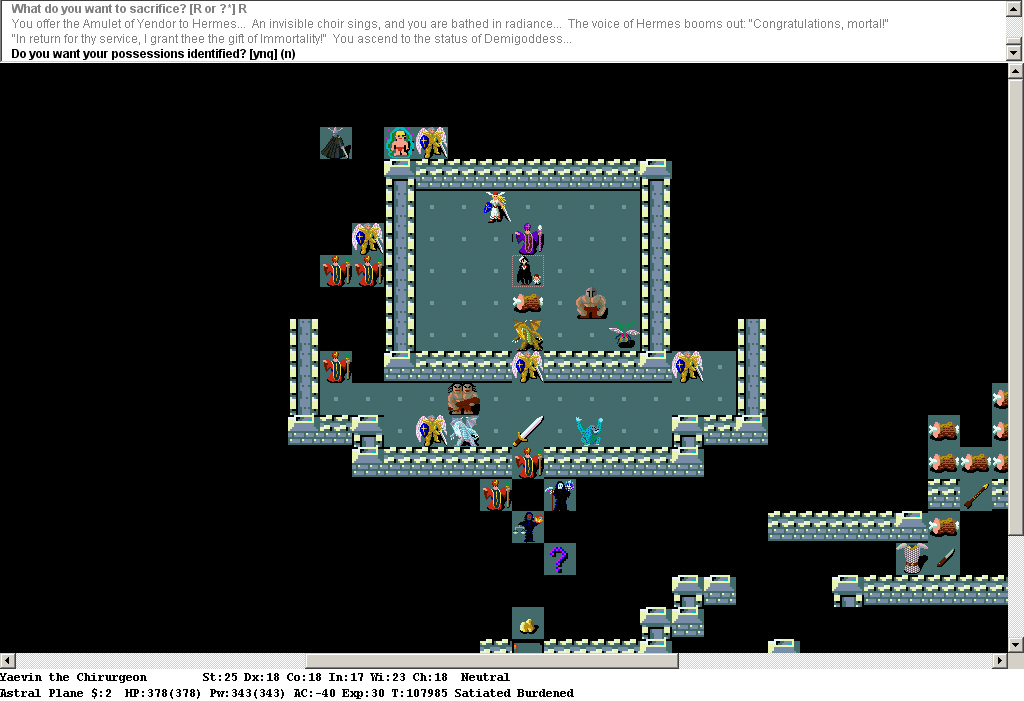
Um jogador ascendendo sendo questionado se quer que suas posses sejam identificadas.

A frase "Do you want your possessions identified?" (abreviada por "DYWYPI" e usada para denotar a morte do jogador) é exibida por padrão ao fim de cada partida, permitindo ao jogador tomar conhecimento de qualquer característica desconhecida dos itens encontrados durante o jogo.
O jogo esporadicamente salva um nível no qual o jogador morreu e anexa esse nível a outro jogo. Isso é feito através das "bones files", que são salvas no computador que executa o jogo. Um jogador usando um servidor público pode assim encontrar os restos de muitos outros jogadores. Pode-se também trocar "bones files" através de programas como o Hearse.
Bugs, mensagens humorísticas, histórias, experiências e ideias para a próxima versão são discutidos no Usenet newsgroup «rec.games.roguelike.nethack». groups.google.com.

### Conduta
Apesar de NetHack poder ser completado por jogadores iniciantes ou intermediários, jogadores experientes podem experimentar "condutas" para um desafio adicional. Essas restrições voluntárias às ações no jogo, como não usar desejos, seguir uma dieta  vegetariana ou até vegana, ou até não matar monstro algum. Enquanto que em geral condutas são detectadas pelo jogo e exibidas na ocasião da morte ou ascensão, condutas não-oficiais, como a conduta Zen (na qual o personagem do jogador usa uma venda durante todo o jogo), também existem na comunidade NetHack.

### Spoilers
NetHack é amplamente focado no descobrimento de segredos e truques durante a partida. Pode-se levar anos para alguém se tornar um bom conhecedor desses truques, e até jogadores experientes rotineiramente descobrem novos. Um sem-número de fansites e forums de discussão oferecem listas dos segredos do jogo conhecidos como "spoilers". Muitos jogam sem recorrer aos spoilers e classificam seu uso como trapaça. Fãs de Nethack consideram uma ascensão sem ter lido spoilers muito prestigiosas; o feito é tão difícil que alguns questionam se já foi ou pode ser conseguido.

## Interface
NetHack foi criado originalmente com apenas uma simples interface ASCII, apesar de ter acrescida mais tarde no desenvolvimento do jogo a opção para o uso de algo mais elaborado. Elementos da interface - ambiente, entidades e objetos - são representados por arranjos de caracteres ASCII ou Extended ASCII usados em texto, modo "DEC" ou "IBM". Além do ambiente, a interface também mostra o personagem e informações de sua situação.
Um exemplo detalhado:
| You see here a silver ring. ------------ ## ....._.....\| \|...........# ------ # ...........\| \|....\| --------------- ###------------ \|...(\| \|..%...........\|########## ###-@...\| \|...%...........### # ## \|....\| +.......<......\| ### ### \|..!.\| --------------- # # ------ ### ### # # ---.----- ### \|.......\| # \|........#### \|.......\| \|.......\| --------- Hacker the Conjurer St:11 Dx:13 Co:12 In:11 Wi:18 Ch:11 Lawful Dlvl:3 $:120 HP:39(41) Pw:36(36) AC:6 Exp:5 T:1073 |

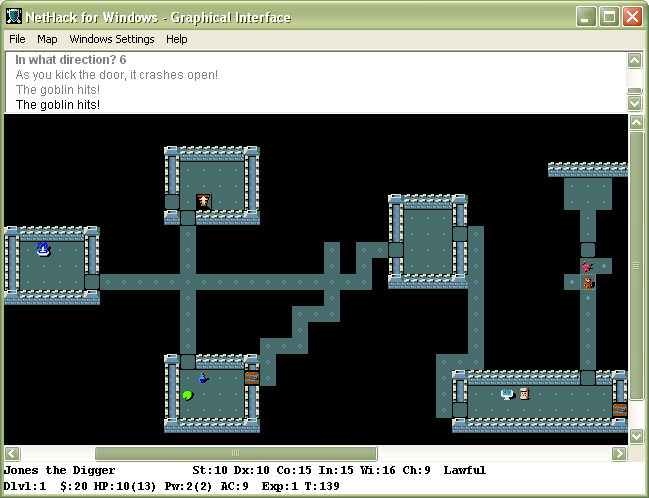
NetHack para o Microsoft Windows a correr em "tiles mode".

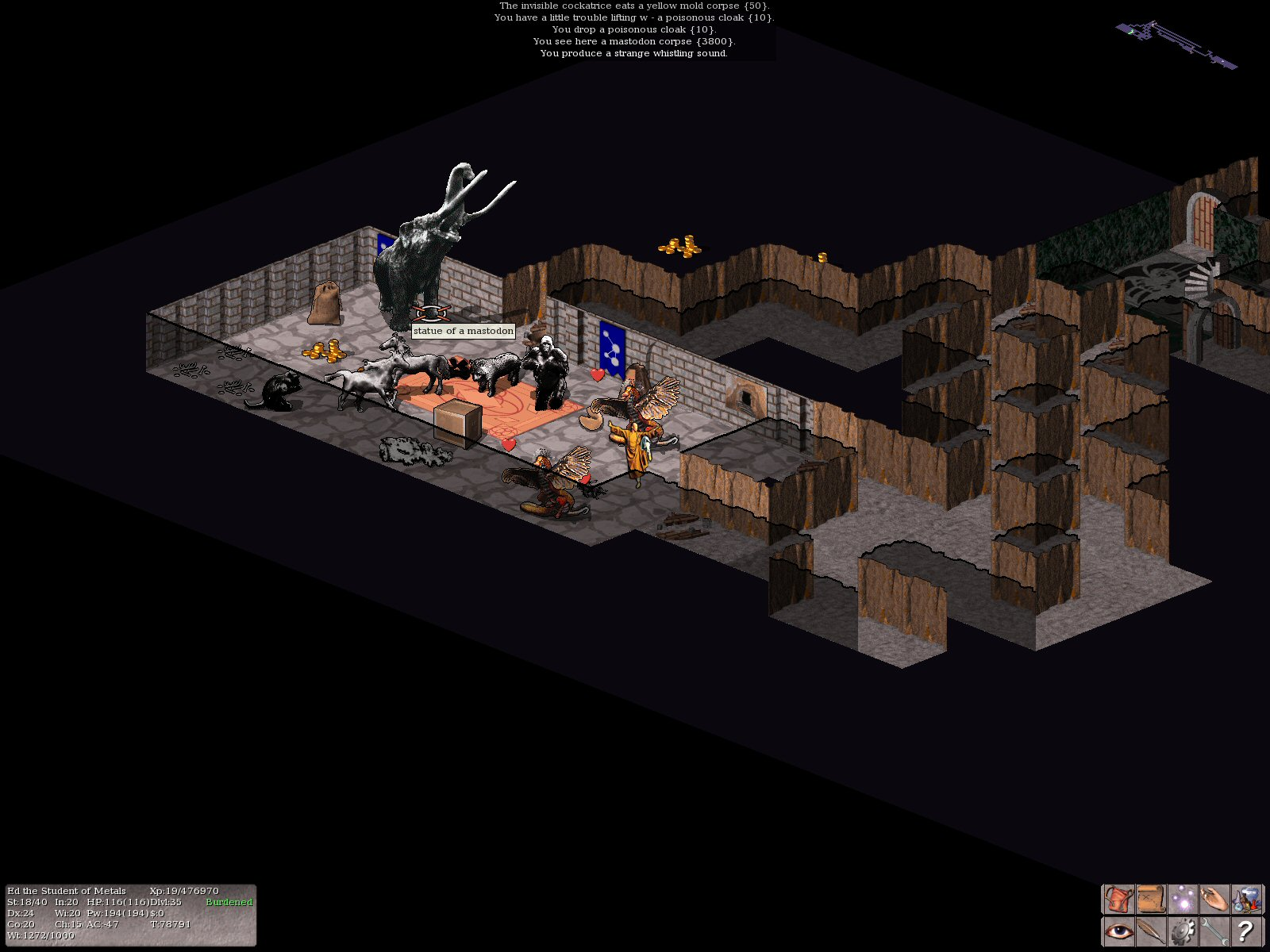
Vulture's Eye oferece uma perspectiva isométrica.

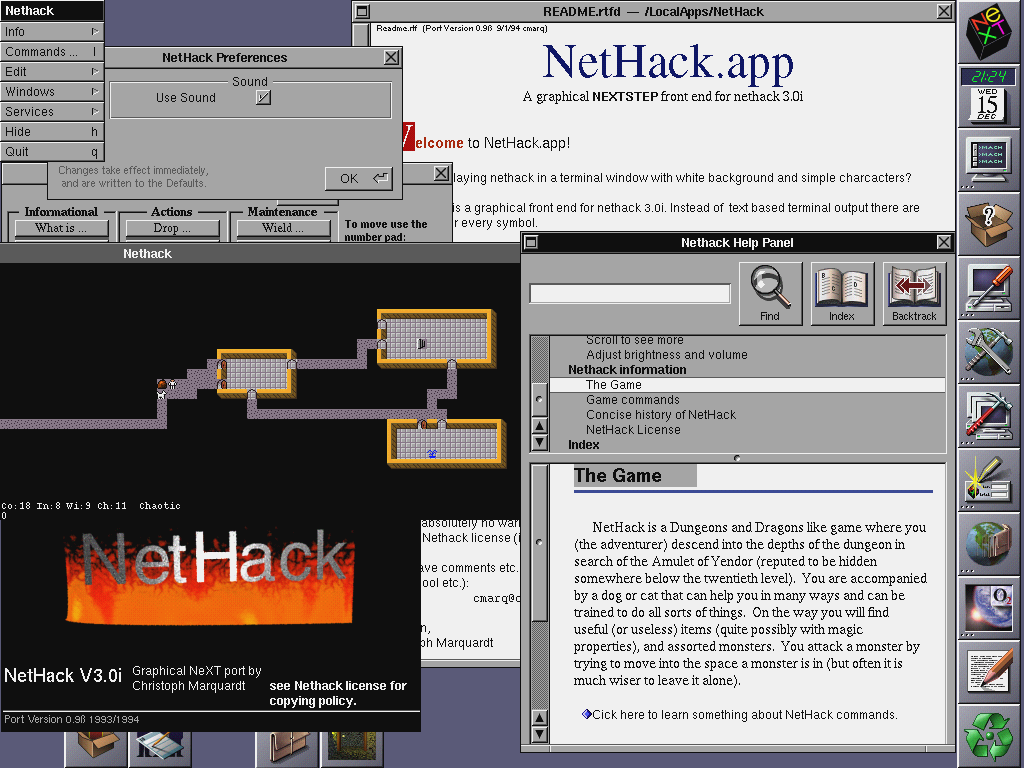
NetHack a correr em OPENSTEP/NeXTSTEP.

O jogador (o símbolo '@', um mago neste caso) entrou nesse ní9vel pelas escadas (o símbolo '<') e matou alguns monstros, deixando seus corpos (os símbolos '%') para trás. Explorando, o mago descobriu três salas unidas por corredores (os símbolos '#'): uma um altar (o símbolo '_'), outra vazia e a última (onde o mago se encontra atualmente) contendo uma poção (o símbolo '!'), um baú (o símbolo '('), e acabou de se mover para um quadrado contendo um 'silver ring'. Grandes partes do nível permanecem inexploradas (provavelmente a oeste depois da porta (o símbolo '+')) e o jogador tem ainda que achar a escada que desce para o próximo nível.
Além da inteface original mostrada acima, existem interfaces que substituem as representações convencionais na tela por imagens 2D. Interfaces gráficas desse tipo utilizam o sistema X Window, ou a interface gráfica do Microsoft Windows, ou o Qt, ou a biblioteca GNOME.
Há também outras opções gráficas mais elaboradas, como a perspectiva isométrica de Falcon's Eye e «Vulture's Eye». clivecrous.github.com, ou o rendering tridimensional que noegnud possui. Vulture's Eye é um fork do agora extinto projeto Falcon's Eye . Vulture's Eye oferece gráficos adicionais, sons, correção de bugs e melhoras na performance e está em «ativo desenvolvimento». github.com num ambiente colaborativo aberto.

## IRC
Nethack conta com um canal IRC, #nethack, na rede Freenode. Muitas pessoas discutem o jogo por lá e com o bot "Rodney" relatando cada morte e anunciando luas cheias.

## Uso em pesquisa
Devido à sua complexidade, NetHack está sendo usado como ambiente de pesquisa de inteligência artificial pelo Facebook.

## Versões e variantes
Há versões não-oficiais para Nintendo DS, PlayStation Portable, Tapwave Zodiac, GP2X, Windows Mobile, e Nokia Internet Tablets 770, N800 e acima. NetHack reconhecido pela Blizzard como uma inspiração para o jogo Diablo.
Slash'EM, SporkHack e UnNetHack, entre outras, são variantes ativamente desenvolvidas.